# Chili (Nowy Jork)
Chili – miasto w Stanach Zjednoczonych, w stanie Nowy Jork, w hrabstwie Monroe.